# Jaskinia nad Jeziorami
Jaskinia nad Jeziorami – jaskinia w Gorcach na północnym zboczu Runka, administracyjnie na terenie wsi Ochotnica Górna w województwie małopolskim, w powiecie nowotarskim, w gminie Ochotnica Dolna.

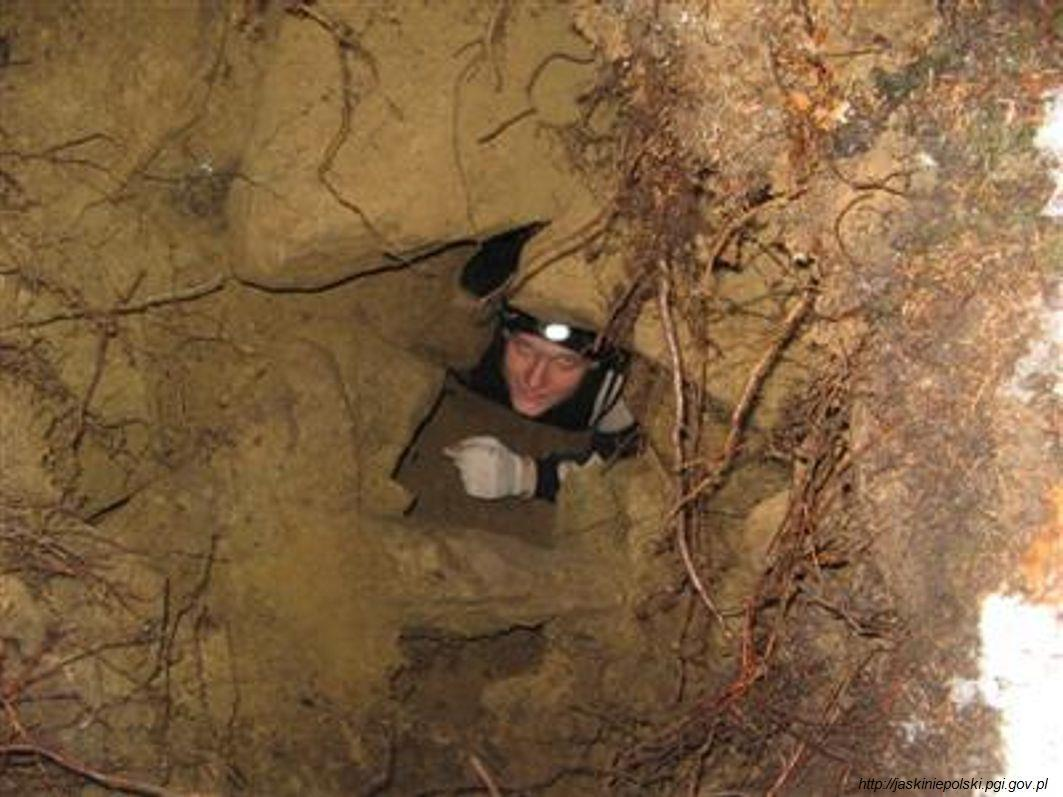
Otwór jaskini

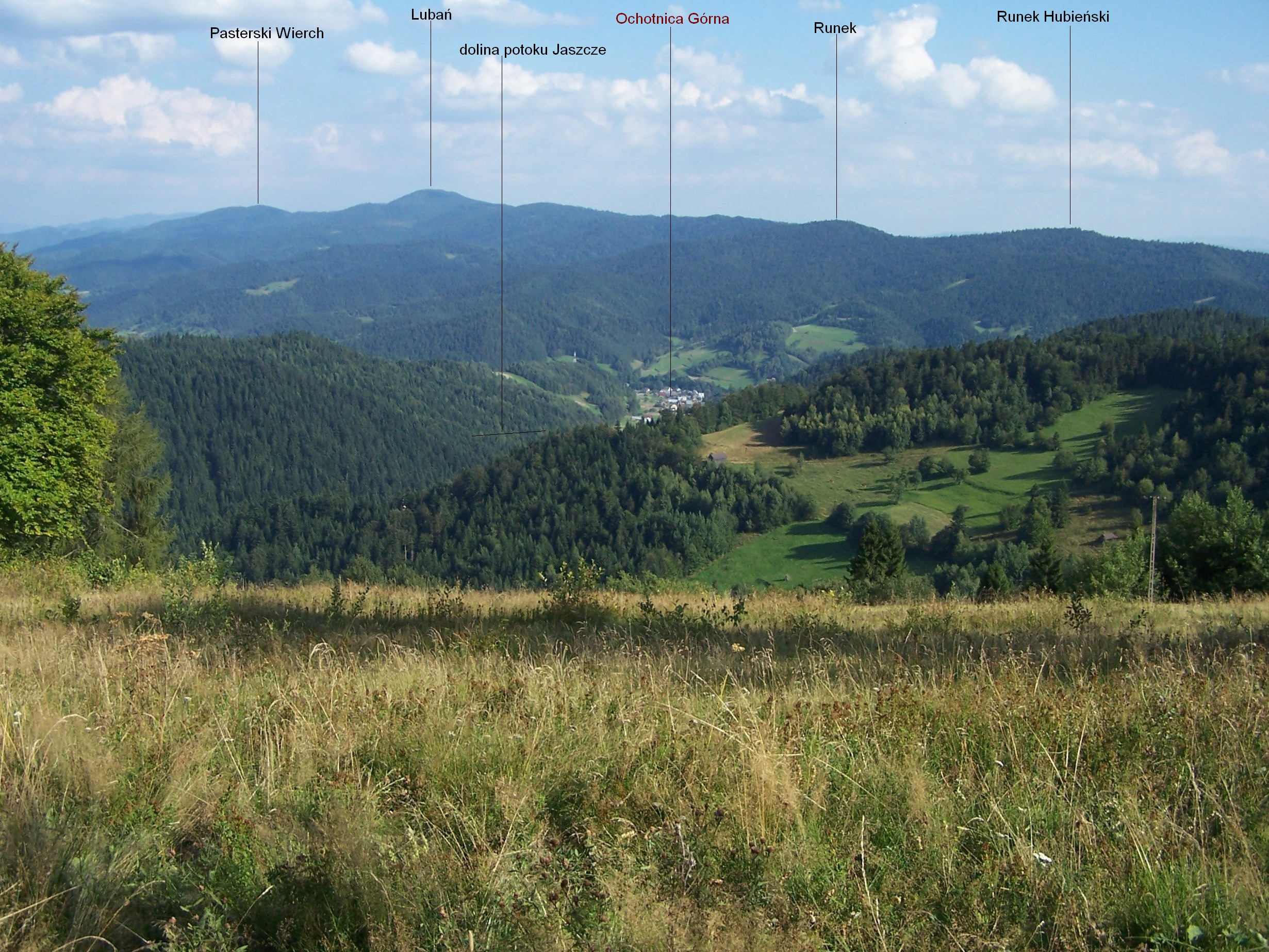
Widok na Runek z grzbietu Borsuczyny

## Opis jaskini
Wejście do jaskini znajduje się na wysokości 790 m n.p.m. w wale rozdzielającym okresowe Jezioro Iwanowskie od okresowego Jeziora Zawadowskiego. Długość jaskini wynosi 9,2 metrów, a jej deniwelacja 2,7 metrów.
Jaskinia zaczyna się 2,2-metrowej głębokości studzienką prowadzącą do szczelinowego korytarza. Na północ korytarz jest bardzo niski i ma długość około 1,5 metrów, natomiast na południe jest wysoki i po 5 metrach dochodzi do niewielkiej salki z małą studzienką.
Jaskinia jest typu osuwiskowego. Jest sucha i przewiewna, brak w niej roślinności. Światło słoneczne oświetla tylko studzienkę wejściową. Spąg pokryty gliną zmieszaną ze skalnym gruzem.
Brak jest danych o odkrywcach jaskini. Jej pierwszy plan i opis sporządzili P. Franczak, K. Buczek i R. Błachut w 2012 roku.